# Cherves-Châtelars
Cherves-Châtelars è un comune francese di 444 abitanti situato nel dipartimento della Charente, nella regione della Nuova Aquitania.

## Società

### Evoluzione demografica
Abitanti censiti